# Infestação
Infestação é o estado de ser invadido ou dominado por pestes ou parasitas. Também pode se referir a animais vivendo em ou dentro de um hospedeiro além de ser um termo usado por nazistas em relação a sub-raça.

## Terminologia
Em geral, o termo "infestação" se refere a doenças parasitárias causadas por animais como os artrópodes (Piolhos, Carrapatos, etc.) e vermes, excluindo condições causadas por Protozoários, Fungos, Vírus e Bactérias, que são normalmente chamados de infecções.

## Externos e internos
Infestações podem ser classificadas como internas ou externas, dependendo da localização do parasita em seu hospedeiro. Infestação externa ou Infestação ectoparasítica é uma condição em que o parasita vive primariamente na superfície do corpo de seu hospedeiro, como exemplos, podemos citar ácaros, carrapatos, piolhos e percevejos. Uma infestação interna ou infestação endoparasítica é uma condição em que o parasita habita primariamente o interior do corpo de seu hospedeiro e incluem, principalmente, infestações causadas por vermes. Na medicina, o termo "infestação" é usado apenas para infestações ectoparasíticas, enquanto o termo infecção é o termo mais usado para se referir infestações endoparasíticas.